# Gasheizung

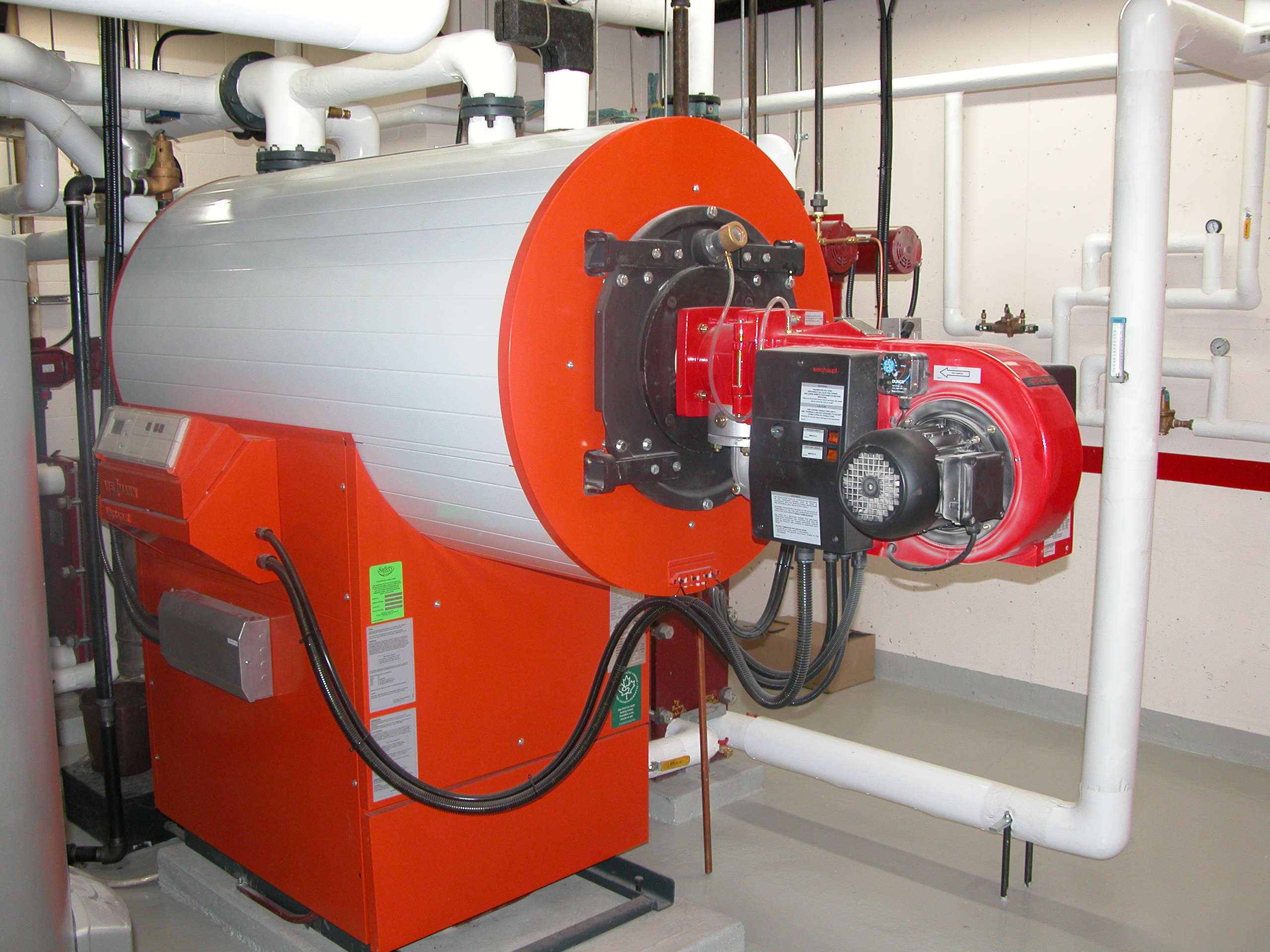
Viessmann-Vertomat-Heizkessel für größeren Gebäudekomplex

Eine Gasheizung ist eine Heizungsanlage, die mit brennbaren Gasen betrieben wird.

## Gasarten
In der 1. BImSchV, Verordnung für kleine und mittlere Feuerungsanlagen, sind unter § 3 die Gase der öffentlichen Gasversorgung, naturbelassenes Erdgas oder Erdölgas mit vergleichbaren Schwefelgehalten sowie Flüssiggas oder Wasserstoff erfasst, die in den Geltungsbereich der Verordnung fallen. Soweit Sondergas wie Stadtgas oder Biogas verwendet werden, müssen höhere Anforderungen an die Überwachung der Emissionen erfüllt werden.
Am verbreitensten ist Erdgas (CNG), das im Wesentlichen aus Methan besteht und dessen Dichte geringer als Luft ist. Daher wird Erdgas auch als Leichtgas bezeichnet. Erdgas wird aus der öffentlichen Gasversorgung entnommen.
Flüssiggas (LPG) besteht aus einem Gemisch aus Propan und Butan. Das Gas ist schwerer als Luft (Schwergas). Es müssen besondere sicherheitstechnische Anforderungen beachtet werden, da bei einer Leckage sich das Gas im Bodenbereich ansammelt. Flüssiggas wird in Druckbehältern gelagert und mit Flüssiggas-Tankwagen angeliefert. Bei kleineren und mittleren Heizungsanlagen ist die Verdampfung im Tank ausreichend, um genügend Gasphase für die Verbrennung bereitzustellen.
Reiner Wasserstoff wird bislang kaum in Heizungsanlagen verwendet. Es ist vorerst an eine Zudosierung zum Erdgas gedacht. Wasserstoff ist volumenmäßig der Hauptbestandteil von Stadtgas (ca. 55 Vol.-%).

## Heizungstypen

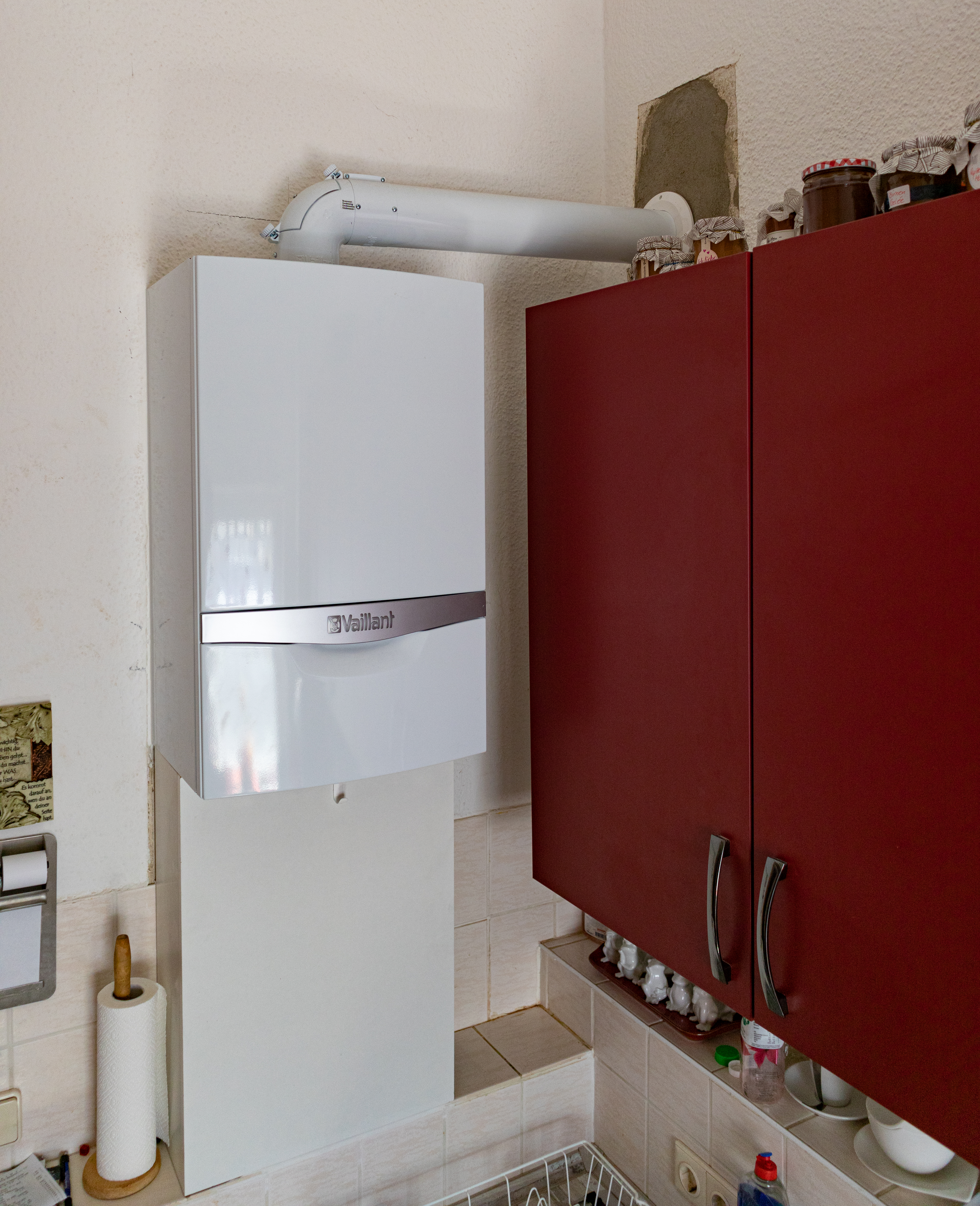
Vaillant-Gastherme in einer Küche

Die bei der Verbrennung entstehende Wärme wird bei einer Zentralheizung an einen Wärmeträger übertragen. Je nach Ausführung ist dies Wasser oder Luft. Eine Umwälzeinrichtung transportiert den Wärmeträger in die zu beheizenden Räume.

### Zentralheizungen
Es wird zwischen Niedertemperatur-Gasheizungen und Brennwert-Gasheizungen unterschieden. Bei der Niedertemperaturheizung wird die Vorlauftemperatur über die Außentemperatur geregelt und es ist eine Nachtabsenkung der Vorlauftemperatur möglich. Diese Bauart ist nicht mehr Stand der Technik und wird bei Neuanlagen durch den Brennwertkessel ersetzt. Der Heizwert des Heizgases beinhaltet die Reaktionsenthalpie der Gaskomponenten mit dem Sauerstoff der Verbrennungsluft; der Brennwert enthält zusätzlich auch die Kondensationsenthalpie des Wasserdampfes. Die tatsächliche nutzbare Enthalpie ist abhängig von der Abgastemperatur hinter dem Kondensationswärmetauscher. Der Taupunkt des Abgases aus der Verbrennung von Erdgas liegt bei 57 °C. Das bedeutet, dass die Kondensationsenthalpie erst bei Heizungsrücklauftemperaturen unter 57 °C überhaupt genutzt werden kann. Das Einsparpotential von Brennwertkesseln gegenüber Niedertemperaturkesseln liegt bei maximal 10 %, abhängig davon, inwieweit die Kondensationsenthalpie mitgenutzt werden kann.

### Gasofen
In älteren Gebäuden können auch einzelne Räume mit Gasheizöfen oder Warmluftheizungen ausgestattet sein. Diese sind mit atmosphärischen Brennern ausgerüstet und die Wärme des Abgases wird über die Wände des Heizraumes in den Raum übertragen. Das Abgas wird über einen Kamin oder eine direkte Verbindung ins Freie geleitet.

### Katalytofen

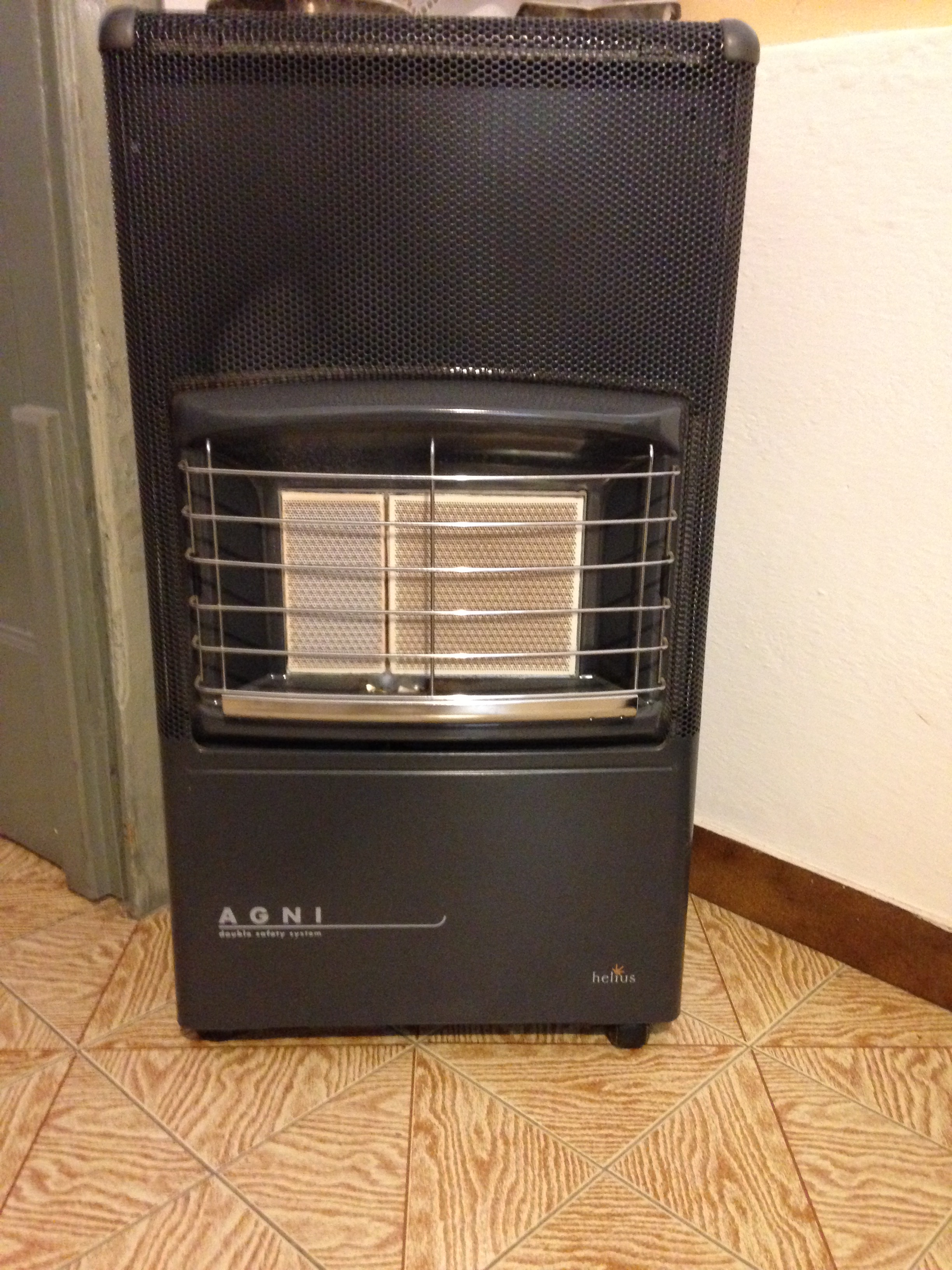
Katalytischer Gasofen

Beim Katalytofen wird die Wärme über die Strahlung in den Raum übertragen. Die Geräte haben eine keramische Heizfläche mit gepresster Platinwolle. Das Gas diffundiert hindurch und das Platingewebe wirkt als Katalysator. Bei der Oxidation wird keine Flamme erzeugt; lediglich die Katalysatorfläche wird stark erhitzt. Als Brenngas wird zumeist Flüssiggas verwendet. Die Geräte entnehmen dem Innenraum die Verbrennungsluft und die Abgase werden in den Raum geleitet. Daher muss beim Betrieb dieser Öfen auf eine ausreichende Luftzufuhr in den Aufstellungsraum gewährleistet sein. Daher sind diese Geräte nur für gelegentliche Heizzwecke geeignet; typische Einsatzbereiche sind Werkstattheizungen, Beheizung von Gartenlauben, Vorzeltbeheizung und Terrassenbeheizung.

### Strahlungsheizungen

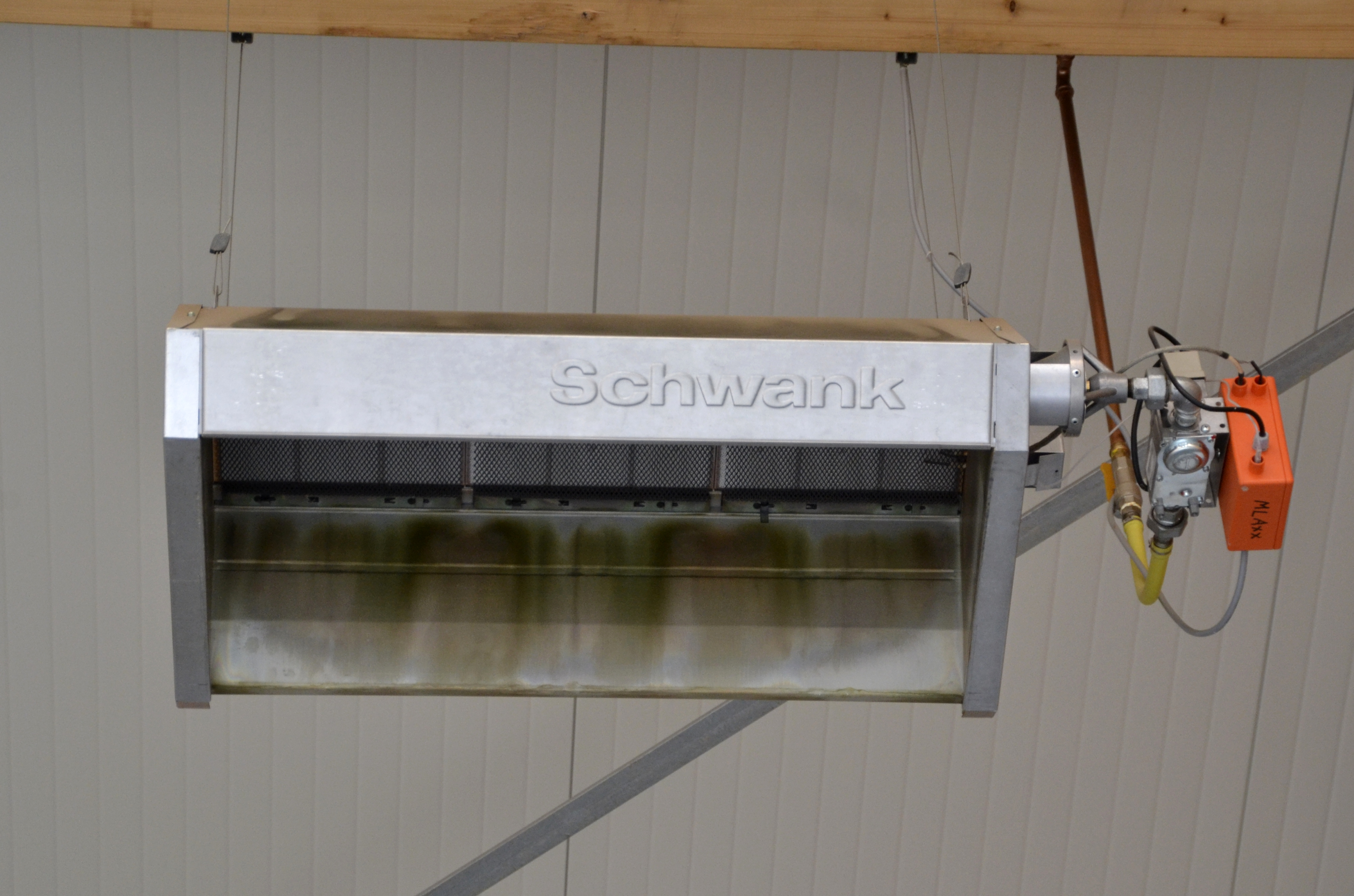
Strahlungsheizgerät z. B. für Hallenbeheizung

Zur Beheizung größerer industriell genutzter Räume oder Hallen sind Konvektionsheizungen nicht zweckmäßig. Hier werden zumeist Strahlungsheizungen eingesetzt, die z. B. mit Gas heizt werden. Die Feuerung mit Verbrennungsluftgebläse wird in einem Strahlrohr aus einem wärmebeständigen Stahl geführt, und die Wärme wird durch die Wärmestrahlung in den Raum geleitet. Das Strahlrohr in dem nicht genutzten Winkelbereich ist mit einem reflektierenden Metallschirm eingefasst, um die Wärmestrahlung zu bündeln.

### Mobile Heizgeräte

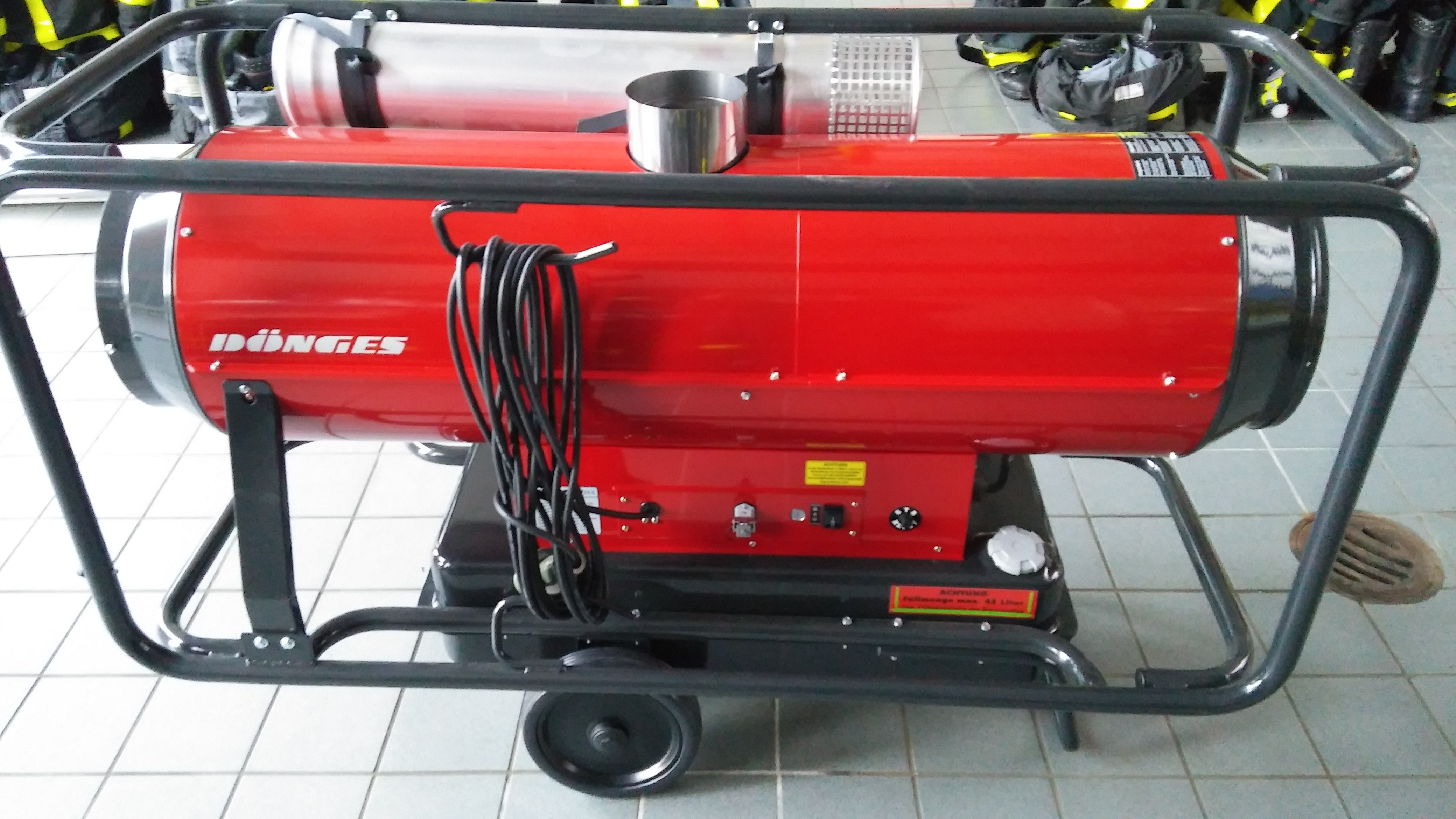
Mobiles Gasheizgerät, z. B. für Zeltheizung

Mobile Gasheizgeräte können ohne größere Installationsmaßnahmen an wechselnden Einsatzorten genutzt werden. Die Geräte werden z. B. für die saisonale Beheizung von Hallen oder Zelten und für die Trocknung von Gebäuden eingesetzt. Die Geräte sind mit einem Gebläse ausgerüstet. Für eine mobile Gasversorgung wird Flüssiggas (LPG) verwendet, das aus transportablen Druckgasbehältern entnommen werden kann.

### Warmwassererzeugung

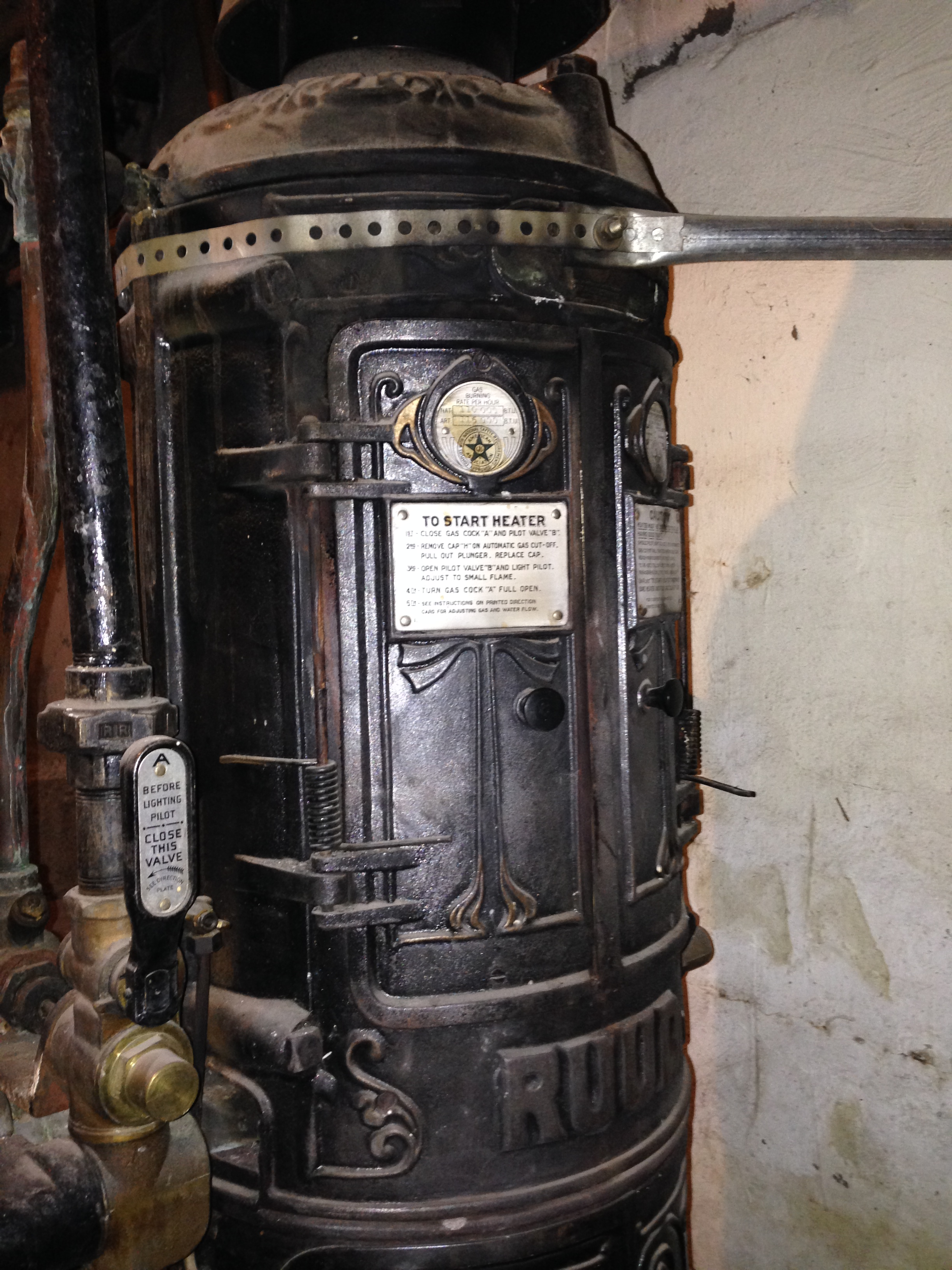
Gasbeheizter Wassererhitzer nach 1900 aus Berkeley (USA)

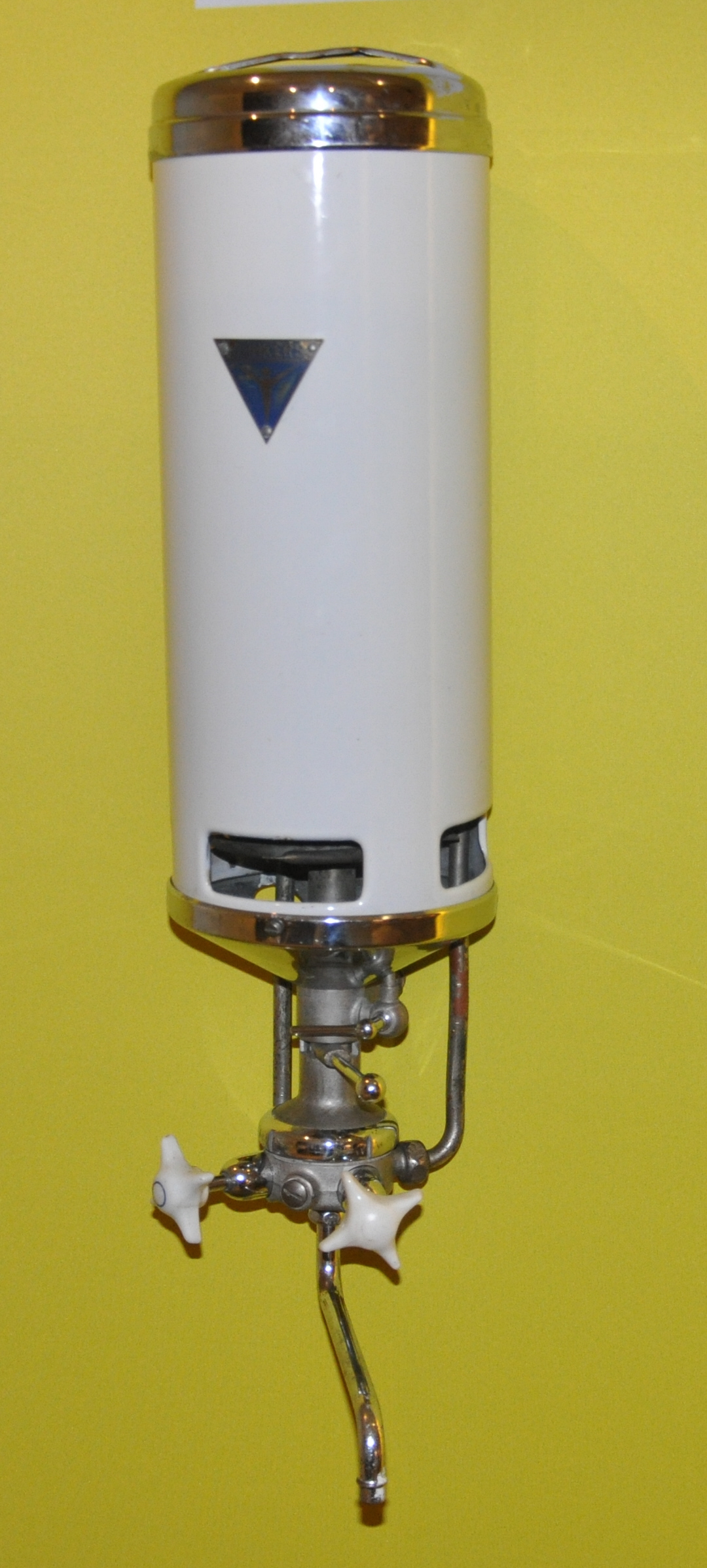
Durchlauferhitzer für dezentrale Warmwasserversorgung des Herstellers Junkers

Gaskessel werden auch zur Erzeugung von Warmwasser verwendet. Bis in die 1960er Jahre wurden dezentrale Gasdurchlauferhitzer in Badezimmern zur Erzeugung von Warmwasser eingesetzt. Die Erhitzer haben einen atmosphärischen Brenner. Die Zündung der Gasfeuerung erfolgte händisch oder mit einer dauernd brennenden Zündflamme.
In Gebäuden mit einer zentralen Warmwasserversorgung wird entweder in einem separaten Kessel oder über den Heizungsgaskessel das Warmwasser erzeugt. Stand der Technik ist die Verwendung des Warmwassers aus der Heizungsanlage für die Trinkwassererwärmung, indem das Heizungswasser über eine eigene Kreiselpumpe über einen Wärmetauscher geleitet wird. Für die Trinkwassererwärmung muss die Vorlauftemperatur angehoben werden, um die notwendige Temperatur für eine hygienische Trinkwassererwärmung (Legionellenbildung) einzuhalten.

## Sicherheit

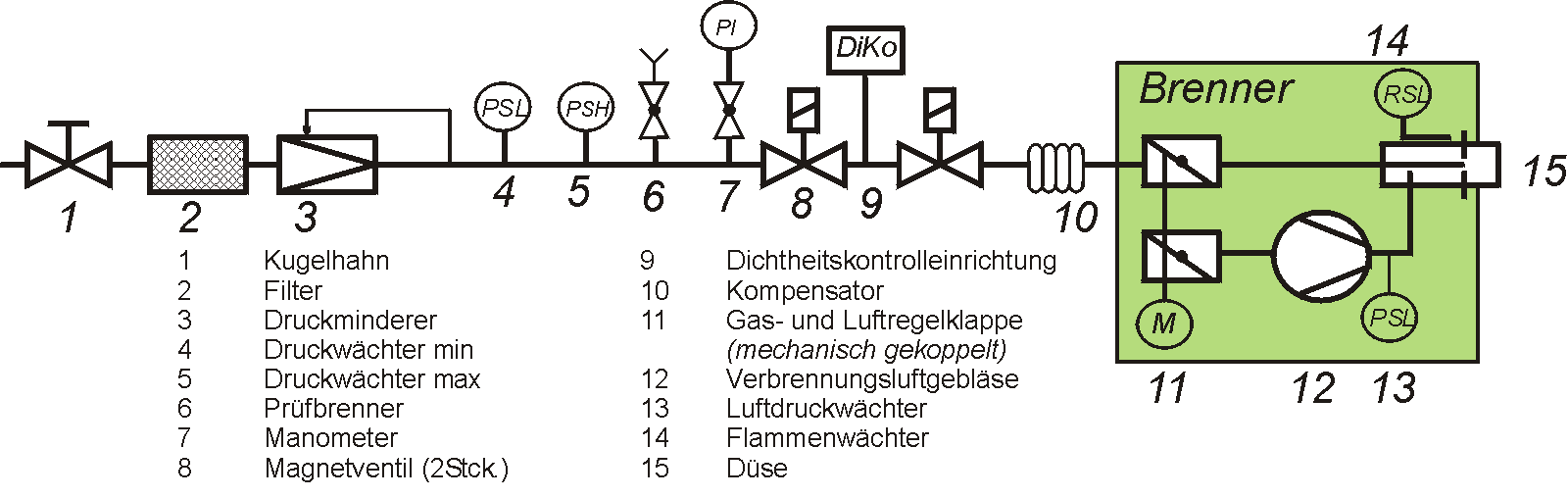
Gasregel- sowie -sicherheitsstrecke und Gasbrenner

Bei der Verwendung von brennbaren Gasen bestehen Explosionsgefahren, wenn sich ein größeres Gasvolumen unkontrolliert entzündet. Die Verbrennung darf nur in dem Brennraum oder an der Heizfläche stattfinden. Brenngas darf grundsätzlich nur der Verbrennung zugeführt werden, wenn eine Zündquelle wirkt. Dies kann die Flamme oder eine ausreichende Temperatur im Brennraum sein. Für eine sichere Zündung an einer heißen Oberfläche muss eine Temperatur von 750 °C gewährleistet sein. Damit es beim Verlöschen der Flamme in Gaskesseln durch den Austritt von unverbranntem Gas nicht zu einer Explosion kommt, sind Gasheizungen mit einer Zündsicherung ausgerüstet. Diese besteht aus einem Flammenwächter, der als Ionisationssonde oder UV-Sonde ausgeführt ist. Bei Ausfall der Flamme müssen die Gasmagnetventile in der Brennstoffstrecke unmittelbar abgeschaltet werden, damit kein unverbranntes Gas weiter in den Brennraum strömt und ein größeres Volumen einer explosiven Atmosphäre erzeugt. Bei Gasheizungen mit geringer Leistung kann auch eine thermostatische Zündsicherung ausreichen.
Weitere Explosionsgefährdungen können durch Gasundichtigkeiten an Armaturen, Rohrleitungen, Schläuchen und bei der Verwendung von Flüssiggas, an den Flaschenanschlüssen auftreten. Für die Installation und Überwachung der Gasanlage ist das entsprechende Regelwerk des Deutschen Vereins des Gas- und Wasserfaches (DVGW) und die Technischen Regeln Flüssiggas TRF zu beachten.
Brandgefahren können durch austretende und entzündete Brenngase auftreten oder durch heiße Oberfläche oder der Wärmestrahlung, die von den Gasheizgeräten ausgeht. Daher sind besondere Sicherheitsabstände zwischen Heizgerät und brennbaren Gegenständen im Aufstellungsbereich zu beachten.
Die Vorlauftemperatur von Heizungsanlagen ist auf 110 °C beschränkt; andernfalls wäre der Kessel als Dampfkessel einzuordnen und würde einem anderen Rechtsbereich unterliegen (Betriebssicherheitsverordnung). Bei einer zu hohen Temperatur im Heizkessel bildet sich abhängig vom Systemdruck Wasserdampf, für den die Anlagenkomponenten nicht ausgelegt sind. Daher muss ein Heizungskessel neben einem Temperaturregler auch mit einem Sicherheitstemperaturbegrenzer ausgerüstet sein. Die sicherheitsrelevanten Bauteile (Flammenwächter, Sicherheitstemperaturbegrenzer) müssen über eine bauteilgeprüfen Feuerungsautomaten oder Feuerungsmanager geführt werden und bei Ansprechen eine Sicherheitsabschaltung bewirken. Diese Störung muss vor Ort zurückgesetzt werden (Reset-Taster). In der europäischen Verordnung über Gasverbrauchseinrichtungen 2016/142/EG gilt für das Inverkehrbringen von Geräten und Ausrüstungsteilen von Gasverbrauchsanlagen. Für diese Bauteile muss der Hersteller die Konformität erklären und das CE-Zeichen vergeben.
Gasheizungen müssen mit einem Gefahrenschalter ausgerüstet sein, der bei eigenständigen Heizräumen außerhalb des Feuerungsraum installiert sein muss.
Ferner gelten die länderspezifischen Feuerungsverordnungen, in denen die Aufstellung und Lüftungmaßnahmen beschrieben sind. Die Überwachung der Feuerungsanlagen unterliegt nach der 1. BImSchV dem Schornsteinfeger. In der Verordnung sind die Maßnahmen zur Überprüfung der Gasheizung und Abgasmessungen enthalten.

## Wirtschaftlichkeit
Über die Lebensdauer der Heizung weisen Gasheizungen niedrige Installationskosten aber hohe laufende Energiekosten auf. Bei einem Haus mit 20.000 kWh Wärmebedarf pro Jahr und einem Gaspreis von durchschnittlich 20 ct/kWh fallen über 15 Jahre Nutzungsdauer ca. 10.000 Euro Investitionskosten sowie 60.000 Euro Energiekosten an. Verglichen mit sehr schlecht arbeitenden Wärmepumpenheizungen mit einer Jahresarbeitszahl von 2, die bei gleichem Wärmebedarf und Stromkosten von 40 Cent pro kWh dann ebenfalls 60.000 Euro Energiekosten verursachen würden, schneiden sie aufgrund der niedrigeren Investitionskosten besser ab. Bei gut arbeitenden Wärmepumpen mit einer Jahresarbeitszahl von 4 sind Gasheizungen jedoch weitaus teurer als Wärmepumpen, sodass bereits bei 33 % Förderung für die Wärmepumpe diese über 15 Jahre mit 50.000 Euro Gesamtkosten 20.000 Euro günstiger ausfällt als eine Gasheizung. Der Bundesverband der Verbraucherzentralen warnte im Juli 2023 explizit vor dem Einbau von Gasheizungen, da die Kosten für fossiles Erdgas u. a. wegen der CO2-Bepreisung von Jahr zu Jahr steigen würde.

## Verbreitung
In der Schweiz gehörte im Jahr 2017 Gas mit 20,7 % zu den wichtigsten Hauptenergieträgern von Gebäudeheizungen.
Etwa die Hälfte aller Wohnungen und Häuser in Deutschland wird mit Gas beheizt. Dieser Anteil ist seit etwa 2010 fast konstant.

## Hersteller
Es gibt folgende bekannte große Hersteller von Gasheizungen:
- Brötje
- Buderus
- Hoval
- Junkers
- Löblich & Co.
- Vaillant
- Viessmann
- Weishaupt
- Wolf

## Verbot
Nach § 72 GEG müssen Heizkessel, die mit einem flüssigen oder gasförmigen Brennstoff beschickt werden und vor dem 1. Januar 1991 eingebaut oder aufgestellt wurden, ausgetauscht werden, soweit es sich nicht um Niedertemperatur-Heizkessel oder Brennwertkessel oder heizungstechnische Anlagen mit einer Wärmeleistung kleiner 4 kW oder größer 400 kW handelt. Der Begriff des Niedertemperaturkessels ist nicht eindeutig festgelegt. Nach dem § 3 GEG Nr. 24 ist definiert: „Niedertemperatur-Heizkessel“ ein Heizkessel, der kontinuierlich mit einer Eintrittstemperatur von 35 Grad Celsius bis 40 Grad Celsius betrieben werden kann und in dem es unter bestimmten Umständen zur Kondensation des in den Abgasen enthaltenen Wasserdampfes kommen kann. Hierunter fallen neben Brennwertkesseln auch Heizkessel, bei denen eine niedrige Rücklauftemperatur von 35 °C bis 45 °C bei höheren Außentemperaturen eingeregelt werden kann. Dieses setzt eine gleitende Regelung der Vorlauftemperatur über die Außentemperatur voraus. Zur Vermeidung von Korrosionen müssen diese Kessel ggf. mit einer Anhebung der Rücklauftemperatur vor Eintritt in den Kessel ausgerüstet sein.

## Belege
1. ↑  Alexander Rosenkranz: Katalytofen: Wohlige Wärme mit Risiken. derwesten.de, 14. Dezember 2020, abgerufen am 29. Januar 2023.
2. ↑  Faktencheck: Zu teuer, zu kalt: Mythen um die Wärmepumpe. In: inFranken.de. 20. Mai 2023. Abgerufen am 12. Juli 2023.
3. ↑  Verbraucherschützer warnen vor neuer Gasheizung. In: Tagesschau.de. 12. Juli 2023. Abgerufen am 12. Juli 2023.
4. ↑  Energiebereich: Heizsystem und Energieträger. In: admin.ch. Bundesamt für Statistik, abgerufen am 29. November 2020.
5. ↑  de.statista.com: Beheizungsstruktur des Wohnungsbestandes in Deutschland in den Jahren 1995 bis 2020, abgerufen am 23. Juni 2022.
6. ↑  Gesetz zur Vereinheitlichung des Energieeinsparrechtsfür Gebäude und zur Änderung weiterer Gesetze vom 8. August 2020 Bundesgesetzblatt Jahrgang 2020 Teil I Nr. 37, ausgegeben zu Bonn am 13. August 2020.
7. ↑  Andreas Wurm, M.Sc.: Was ist eigentlich eine Niedertemperaturheizung? In: Niedertemperaturheizung: Effiziente und behagliche Heizart. dein-heizungsbauer.de, abgerufen am 10. März 2023.